# 加群のテンソル積
数学において、加群のテンソル積 (tensor product of modules) は双線型写像（例えば積）についての議論を線型写像（加群準同型）の言葉でできるようにする構成である。その加群の構成はベクトル空間のテンソル積の構成と類似であるが、可換環上の加群の組に対して実行して第三の加群を得ることができ、また任意の環上の左加群と右加群の組に対しても実行できてアーベル群が得られる。テンソル積は抽象代数学、ホモロジー代数学、代数トポロジー、代数幾何学の分野において重要である。ベクトル空間に関するテンソル積の普遍性は抽象代数学のより一般的な状況に拡張される。それによって線型演算を通じて双線型あるいは多重線型演算を研究することができる。代数と加群のテンソル積は係数拡大のために使うことができる。可換環の場合には、加群のテンソル積を繰り返して加群のテンソル代数を作ることができ、加群の積を普遍的な方法で定義することができる。

## 多重線型写像
環 R、右 R-加群 MR、左 R-加群 RN、アーベル群 Z に対して、M × N から Z への双線型写像 (bilinear map) あるいは平衡積 (balanced product) とは関数 φ: M × N → Z であってすべての m, m′ ∈ M、n, n′ ∈ N、r ∈ R に対して次の3条件が成り立つものである：
- φ(m + m′, n) = φ(m, n) + φ(m′, n)
- φ(m, n + n′) = φ(m, n) + φ(m, n′)
- φ(m · r, n) = φ(m, r · n).

M × N から Z へのすべての双線型写像の集合は Bilin(M, N; Z) で表記される。
最後の性質はベクトル空間に対する定義とわずかに異なる。これは必要である；なぜならば Z はアーベル群であるとしか仮定されていないなので r · φ(m, n) は意味をなさない。
双線型写像 φ, ψ に対し演算を pointwise に定義すると φ + ψ は双線型写像であり −φ も双線型写像である。これは集合 Bilin(M, N; Z) をアーベル群にする。単位元は零写像である。
固定された M と N に対し、写像 Z ↦ Bilin(M, N; Z) はアーベル群の圏から集合の圏への関手である。射の部分は群準同型 g : Z → W を関数 φ ↦ g ∘ φ に写す — これは Bilin(M, N; Z) から Bilin(M, N; W) へ行く — ことで与えられる。

## 定義
M, N と R を前節のようにする。R 上のテンソル積 (tensor product)
{\displaystyle M\otimes _{R}N}
は次の意味で普遍的な（上で定義された意味で）双線型写像
{\displaystyle \otimes :M\times N\to M\otimes _{R}N}
をもったアーベル群である：
すべてのアーベル群 Z とすべての双線型写像
{\displaystyle f:M\times N\to Z\,}
に対して一意的な群準同型
{\displaystyle {\tilde {f}}:M\otimes _{R}N\to Z}
が存在して
{\displaystyle {\tilde {f}}\circ \otimes =f.}
すべての普遍性のように、上の性質はテンソル積を同型を除いて一意的に定義する：任意の対象と双線型写像で同じ性質をもつものは M ⊗R N と ⊗ に同型である。定義は M ⊗R N の存在を保証しない。構成は下を見よ。
テンソル積は関手 Z → BilinR(M,N;Z) の表現対象としても定義できる。これは上で与えられた普遍写像性質と同値である。
厳密に言えば、テンソルを作るのに使われる環は示されるべきである：たいていの加群はいくつかの異なる環上のあるいは同じ環でも加群の元への環の作用が異なる加群と見ることができる。例えば、R ⊗R R と R ⊗Z R は互いに全く異なることを証明できる。しかしながら実際上は環が文脈から明らかなときには環を表す下の添え字は省略されることがある。

## 例
有理数 Q と n を法とした整数 Zn を考えよう。任意のアーベル群のように、両者は整数 Z 上の加群と考えることができる。B: Q × Zn → M を Z-双線型演算とする。このとき B(q, k) = B(q/n, nk) = B(q/n, 0) = 0 なのですべての双線型演算は恒等的に 0 である。したがって、{\displaystyle {\mathbf {Q} }\otimes _{\mathbf {Z} }{\mathbf {Z} }_{n}} を自明な加群と定義し {\displaystyle \otimes } を零双線型関数とすれば、テンソル積の性質が満たされることがわかる。したがって、Q と Zn のテンソル積は {0} である。
アーベル群は Z-加群であり、アーベル群の理論を加群の理論に組み込むことができる。Z-加群のテンソル積はアーベル群のテンソル積 (tensor product of abelian groups) と呼ばれることもある。

## 構成
M ⊗ N の構成は m ∈ M と n ∈ N に対して記号 m ⊗ n を基底とする自由アーベル群の次で生成される部分群による商をとる。
- −(m+m′) ⊗ n + m ⊗ n + m′ ⊗ n
- −m ⊗ (n+n′) + m ⊗ n + m ⊗ n′
- (m·r) ⊗ n − m ⊗ (r·n)

の形のすべての元、ただし m, m′ ∈ M, n, n′ ∈ N, r ∈ R。  (m, n) を m ⊗ n を含む剰余類に写す関数は双線型であり、部分群はこの写像が双線型であるように最小に選ばれている。
M と N の直積は滅多に M と N のテンソル積に同型でない。R が可換でないときは、テンソル積は M と N が反対側の加群であることを要求するが、直積は同じ側の加群であることを要求する。すべての場合において線型かつ双線型な M × N から Z への唯一の関数は零写像である。

## 平坦加群との関係
一般に、{\displaystyle -\otimes _{R}-:\mathrm {Mod} {\mbox{-}}R\times R{\mbox{-}}\mathrm {Mod} \rightarrow \mathrm {Ab} } はインプットとして右と左 R-加群を受け付けアーベル群の圏のテンソル積にそれらを割り当てる双関手である。
右 R 加群 M を固定することによって関手 {\displaystyle M\otimes _{R}-:R{\mbox{-}}\mathrm {Mod} \rightarrow \mathrm {Ab} } が生じ、対称的に左 R 加群 N を固定して関手 {\displaystyle -\otimes _{R}N:\mathrm {Mod} {\mbox{-}}R\rightarrow \mathrm {Ab} } を作ることができる。Hom関手 {\displaystyle \mathrm {Hom} _{R}(-,-)} とは異なり、テンソル積は両方のインプットで共変である。
M⊗- と -⊗N はつねに右完全関手であるが左完全とは限らないことを証明できる。定義により、加群 T は T⊗- が完全関手ならば平坦加群である。
{mi}i∈I と {nj}j∈J がそれぞれ M と N の生成集合であれば、 {mi⊗nj}i∈I,j∈J は M⊗N の生成集合になる。テンソル関手 M⊗R- は左完全でないことがあるので、これはもとの生成集合が極小であったとしても極小生成集合ではないかもしれない。
テンソル積が体 F 上でとられているならば -⊗- が両方の位置で完全であり、生成集合が M と N の基底であるとき、{\displaystyle \{m_{i}\otimes n_{j}\mid i\in I,j\in J\}} は確かに M⊗F N の基底をなすということは正しい。

## いくつかの加群
任意個の空間のテンソル積に定義を一般化することが可能である。例えば、
M1 ⊗ M2 ⊗ M3
の普遍性は
M1 × M2 × M3 → Z
上の各三重線型写像は一意的な線型写像
M1 ⊗ M2 ⊗ M3 → Z.
に対応することである。二項テンソル積は結合的である： (M1 ⊗ M2) ⊗ M3 は M1 ⊗ (M2 ⊗ M3) に自然に同型である。三重線型写像の普遍性で定義された 3 つの加群のテンソル積はこれらの繰り返しのテンソル積の両方に同型である。

## 付加的構造
定義されたテンソル積はアーベル群であるが一般にはただちに R-加群の構造をもたない。しかしながら、M が (S, R)-両側加群であれば、M⊗RN は明らかな演算 s(m⊗n) = (sm)⊗n を使って左 S-加群にすることができる。同様に、N が (R,T)-両側加群であれば、M⊗RN は演算 (m⊗n)t = m⊗(nt) によって右 T-加群である。M と N がそれぞれ上の両側加群の構造をもっていれば、M⊗RN は (S, T)-両側加群である。R が可換環の場合にはすべての加群は (R, R)-両側加群と考えることができるので、M⊗RN は上述のように R-加群にすることができる。可換環 R 上のテンソル積の構造において、積演算はちょうど記述されたようにア・ポステリオリに定義することもできるし、はじめから自由 R-加群の商を一般の構成に対して上で与えられた元に元 r (m ⊗ n) − m ⊗ (r·n) あるいは同じことだが元 (m·r) ⊗ n − r (m ⊗ n) を追加したもので生成された部分加群によってつくることによってもできる。
{mi}i∈I と {nj}j∈J がそれぞれ M と N の生成集合であれば、{mi⊗nj}i∈I,j∈J は M⊗N の生成集合になる。テンソル関手 M⊗R- は右完全であるが左完全でないこともあるから、これはもとの生成集合が極小であったとしても極小生成集合でないかもしれない。M が平坦加群であれば、関手 {\displaystyle M\otimes _{R}-} はまさに平坦加群の定義によって完全である。テンソル積が体 F 上とられれば、上記ベクトル空間の場合である。すべての F 加群は平坦だから、双関手 {\displaystyle -\otimes _{R}-} は両方の位置で完全であり、2 つの与えられた生成集合は基底であり、
{\displaystyle \{m_{i}\otimes n_{j}\mid i\in I,j\in J\}} は確かに M ⊗F N の基底をなす。
S と T が可換 R-代数であれば、S ⊗R T も可換 R-代数になる。積写像は (m1 ⊗ m2) (n1 ⊗ n2) = (m1n1 ⊗ m2n2) によって定義され線型性によって拡張される。この設定において、テンソル積は R-代数の圏においてファイバー余積になる。任意の環は Z-代数なので、つねに M ⊗Z N をとれることに注意しよう。
S1MR が S1-R-両側加群であれば、テンソル写像 ⊗:M×N→M⊗RN と協調的な M⊗N 上一意的な左 S1-加群構造が存在する。同様に、RNS2 が R-S2-両側加群であれば、テンソル写像と協調的な M⊗RN 上の唯一の右 S2-加群構造が存在する。
M と N がともに可換環上の R-加群であれば、それらのテンソル積は再び R-加群である。R が環であれば、RM は左 R-加群であり、R の任意の 2 つの元 r と s の交換子
rs − sr
は M の零化イデアルに入り、M を右 R 加群に
mr = rm.
とおくことでできる。R の M への作用は商可換環の作用を通して分解する。この場合 M の自分自身との R 上のテンソル積は再び R-加群である。これは可換代数において非常に一般的なテクニックである。